# Cao Ly Khang Tông
Cao Ly Khang Tông (Hangul: 고려 강종, chữ Hán: 高麗 康宗; 10 tháng 5 năm 1152 – 26 tháng 8 năm 1213, trị vì 1211 – 1213) là quốc vương thứ 22 của vương triều Cao Ly tại Triều Tiên. Ông là con trai cả của Cao Ly Minh Tông, em họ của Cao Ly Hi Tông. Ông có tên húy là Vương Ngô (왕오, 王祦) hay Vương Thọ (왕숙, 王璹), tên tự là Đại Chủy (대수, 大菙).
Khang Tông được xác định là người kế vị vào năm 1173. Năm 1197, ông và phụ vương đã bị tướng là Thôi Trung Hiến (Choe Chung-heon) đưa đến đảo Ganghwa (Giang Hoa). Năm 1210 Khang Tông trở về kinh đô Khai Thành, và được Hi Tông ban cho một tước hiệu vương thất vào năm sau. Sau khi họ Thôi kéo Hi Tông ra khỏi khai vàng, ông được đưa lên ngôi.
Khang Tông ở ngôi 2 năm thì băng, được táng tại Hậu lăng (厚陵), thuộc địa phận Hyŏnhwa-ri, Kaepung, Hwanghae Nam, Bắc Triều Tiên ngày nay. Thụy hiệu Tuấn Triết Văn Liệt Đản Thông Minh Hiến Di Mưu Mục Thanh Nguyên Hiếu Đại Vương (浚哲文烈亶聰明憲貽謀穆清元孝大王). Ông thọ 61 tuổi.

## Gia đình
- Cha: Cao Ly Minh Tông.
- Mẹ: Quang Tĩnh Vương hậu (광정왕후), con gái của Giang Lăng công Vương Uẩn. Uẩn là chắt nội của Cao Ly Văn Tông và là cháu nội của Tương Hiến vương Vương Đào. Bà nguyên phong Nghĩa Tịnh Vương hậu (義靜王后; 의정왕후). Khang Tông truy phong Quang Tĩnh Thái hậu (光靖太后; 광정태후). Bà là em của Nghị Tông Trang Kính Vương hậu và là chị của Thần Tông Tuyên Tĩnh Vương hậu.
- Thê tử:
  - Tư Bình Vương hậu (사평왕후), con gái của phiến quân Lý Nghĩa Phương. Năm Minh Tông thứ 4 (1174), bà được phong làm Thái tử phi, sau đó bị phế truất, được truy phong Vương hậu.
    1. Thọ Ninh Cung chủ (수령궁주), lấy Hà Nguyên công Vương Xuân (하원공 왕춘).

  - Nguyên Đức Vương hậu (원덕왕후; 1167 – 1239), cháu ngoại của Cao Ly Nhân Tông. Năm Minh Tông thứ 5 (1175), bà được sắc phong Thái tử phi. Vào năm Khang Tông đầu tiên, bà tiếp tục được sắc phong Diên Đức Cung chủ (延德宮主)..
    1. Cao Ly Cao Tông (고려 고종; 1192 – 1259).

  - Thứ phi không rõ danh tính.
    1. Tĩnh Hòa Trạch chủ (정화택주), lấy loạn thần Thôi Trung Hiến, sinh Thôi Cầu.